# Ernst Vollrad von Criwitz
Ernst Vollrad von Criwitz (* 23. Oktober 1740 in Berlin; † 24. Februar 1814 in Kyritz) war ein preußischer Generalmajor.

## Leben

### Herkunft
Seine Eltern waren der Quartiermeister der Gensdarmes Ernst Vollrad Criwitz und dessen Ehefrau Katharina Sophie, geborene Heyden. Sein Vater wurde am 20. Juni 1745 Kontrolleur der Berliner Stempelkammer.

### Militärkarriere
Criwitz trat 1759 als einfacher Kürassier in das Kürassierregiment „Prinz von Preußen“ der Preußischen Armee. Während des Siebenjährigen Krieges kämpfte er in den Schlachten bei Liegnitz, Torgau, Reichenbach sowie den Belagerungen von Schweidnitz und Dresden. 1760 avancierte er zum Kornett und am 27. Februar 1767 zum Sekondeleutnant.
1778/79 nahm Criwitz am Bayerischen Erbfolgekrieg, teil und stieg bis Mitte Dezember 1790 zum Rittmeister und Kompaniechef auf. Im Ersten Koalitionskrieg kämpfte er bei der Belagerung von Mainz (1793) und der Schlacht bei Kaiserslautern. Nach dem Krieg wurde er am 15. März 1797 mit Patent vom 17. Januar 1795 Major. Am 15. März 1800 wurde er als Oberstleutnant und Assistent in das 3. Departement (Artillerie) des Oberkriegskollegiums versetzt, was ein Gehalt von 1200 Talern bedeutete. Dort folgte am 25. Mai 1800 seine Beförderung zum Oberst. Am 2. Juli 1804 erhielt er eine Zulage von 500 Talern und am 8. Januar 1805 wurde er dann zum Assessor ernannt. Damit verbunden war ein jährliches Gehalt von 2000 Talern. Nach dem verlorenen Vierten Koalitionskrieg erhielt Criwitz am 26. Dezember 1808 als Generalmajor mit einer Pension von 800 Talern seinen Abschied. Er starb am 24. Februar 1814 unverheiratet in Kyritz.